# Naissance en 1145
Naissance
- 1141
- 1142
- 1143
- 1144
- 1145
- 1146
- 1147
- 1148
- 1149

Cette page dresse une liste de personnalités nées au cours de l'année 1145 :

## En Europe
- Adalbert de Bohême, archevêque de Salzbourg.
- Adam de Perseigne, cistercien français, abbé de l'abbaye de Perseigne dans le diocèse du Mans.
- Alix de Lorraine, duchesse de Bourgogne.
- Marguerite d'Alsace, comtesse de Flandre.
- Christine Stigsdatter de Hvide, reine de Suède et de Norvège.
- Frédéric IV duc de Souabe.
- Odon de Poznan, duc de Cracovie.
- Grégoire IX, pape.
- Hugues III d'Oisy, seigneur d'Oisy et de Crèvecœur, châtelain de Cambrai, vicomte de Meaux.
- Marguerite de Huntingdon, princesse écossaise, duchesse consort de Bretagne, comtesse de Richmond et comtesse de Hereford.
- Marie d'Antioche, princesse d'Antioche, impératrice d'Orient.
- Marie de France, comtesse de Champagne.
- Raoul II de Vermandois, comte de Vermandois et de Valois.
- Roupen III d'Arménie, prince des Montagnes roupénide.
- Amaury II de Lusignan, connétable du royaume de Jérusalem, seigneur de Chypre puis roi de Chypre et roi de Jérusalem.
- Guillaume le Maréchal, 1er comte de Pembroke, est un chevalier anglo-normand et un tournoyeur réputé. Il est surnommé meilleur chevalier du monde.

## En Asie
- Omar Sohrawardi, shaykh soufi.
- 7 mars : Bohadin, ou Bahā' ad-Dīn Yusuf ibn Rafi ibn Shaddād,  juriste et érudit d'origine kurde.

## En Afrique
- Ibn Jubair, ou Abū ad-Dīn al-Husayn Muhammad ibn Ahmad ibn Jubayr, fonctionnaire de cour, intellectuel et écrivain d'Al-Andalous.

## Crédit d'auteurs
- Cet article est partiellement ou en totalité issu de l'article intitulé « 1145 » (voir la liste des auteurs).